# Kamerarrest
Kamerarrest is een straf die door ouders of opvoeders aan hun kinderen wordt gegeven. De straf bestaat erin dat het kind voor een bepaalde periode op zijn kamer moet blijven, en er alleen uit mag voor noodzakelijke gebeurtenissen, zoals het toilet en, als de straf langer duurt, de school. Deze straf wordt vaak gecombineerd met het beperken van andere privileges, zoals computer-, telefoon- en televisiegebruik. Over de pedagogische waarde van deze straf lopen de meningen uiteen.
Kamerarrest duurt meestal enkele uren of een dag, maar kan ook langer duren. Een minder strenge straf dan kamerarrest is huisarrest.